# Navadna osa
Navadna osa (znanstveno ime Vespula vulgaris) je žuželka iz rodu os in ena od najpogostejših predstavnic tega rodu v srednji Evropi.
Je avtohtona slovenska vrsta.

## Izgled
Navadna osa je značilno rumeno črno obarvana. Matice merijo v dolžino do 20 mm, delavke pa so bistveno manjše (11–13 mm). Troti dosežejo dolžino 13–16 mm.

## Prehranjevanje
Odrasle živali se prehranjujejo zlasti z nektarjem in drugimi rastlinskimi sokovi. Ose hranijo svoje ličinke s prežvečenimi žuželkami in drugimi beljakovinskimi hranili.